# Areopaguristes hispidus
Areopaguristes hispidus is een tienpotigensoort uit de familie van de Diogenidae. De wetenschappelijke naam van de soort is voor het eerst geldig gepubliceerd in 1892 door A. Milne-Edwards & Bouvier.